# Санта Изабел до Рио Негро
Санта Изабел до Рио Негро (на португалски: Santa Isabel do Rio Negro) е град — община в северозападната част на бразилския щат Амазонас, на границата с Венецуела. Общината е част от икономико-статистическия микрорегион Рио Негро, мезорегион Северен Амазонас. Населението на общината към 2010 г. е 18 133 души, а територията е 62 846.237 km² (0,29 д./km²).

## География
На територията на Санта Изабел до Рио Негро се намират планинските върхове Пику да Неблина и 31 март, двете най-високи точки на Бразилия.

## Транспорт
Намира се на 781 km с кораб от Манаус, щатската столица, или 631 km по въздух чрез Летището на Санта Изабел.